# 兔子骑士
兔子骑士（英語：Knights of the Hare，或译“野兔骑士”）据称是由英国国王爱德华三世创立的一支12人（一说为14人）的骑士团。实际上，这一名词是百年战争初期一次意外事件的幽默引申。

## 起源
在百年战争的初期，爱德华三世和法国的腓力六世均在法国聚集军队，但他们并没有参与任何决定性战役。1339年10月23日，双方军队在拉夫拉芒格里和比龙福斯之间的地区形成互相对望之势，在此时，在两军中间空地上被发现有一只野兔开始奔向法军阵地。随着兔子的临近，法军阵地出现了巨大的骚动。一些阵地后方的法军部队误将骚动当成是英军发起突然袭击的信号并准备投入战斗。骚动同样也惊动了英军阵地，埃诺伯爵，威廉二世迅速的册封了14名侍从为骑士。事后发现并没有遭到敌袭，而是一只兔子引起的骚动。由此之后，人们便称这些骑士为“兔子骑士”。
由于这一队骑士团是在法兰西被建立的，因此有人怀疑英王爱德华三世是否真的按照正式的程序成立该团。之所以会有这样的混乱，可能是因为爱德华三世在战斗之前也曾册封过一些士绅为骑士，其中包括后来鼎鼎大名的约翰·简都斯爵士。

## 注脚